# Panurgus meridionalis
Panurgus meridionalis är en biart som beskrevs av Patiny, Ortiz-sánchez och Michez 2005. Panurgus meridionalis ingår i släktet fibblebin, och familjen grävbin. Inga underarter finns listade i Catalogue of Life.